# 艾倫巴赫河
49°9′13.73″N 10°52′15.19″E / 49.1538139°N 10.8708861°E
艾倫巴赫河是德國的河流，位於該國東南部，由巴伐利亞負責管轄，屬於伊格爾斯巴赫河的支流，河道全長2.3公里，流經阿布斯貝格。